# Италијанска оклопњача Ре ди Портогало
Ре ди Портогало (итал. Re di Portogallo, краљ Португалије) је била италијанска оклопњача класе Ре Диталија. Поринута је у Њујорку 1863. године.
Учествовала је 1866. у бици код Виса.